# توم ونايت
توم ونايت (28 يونيو 1993 بشفيلد في المملكة المتحدة - ) (بالإنجليزية: Tom Knight)‏ هو لاعب كريكت بريطاني. لعب مع نادي مقاطعة ديربيشاير للكريكت ‏.

## وصلات خارجية
- توم ونايت على موقع إي آس بي آن كريك إنفو (الإنجليزية)